# Кашииик
Кашииик е планета от вселената на Междузвездни войни. Тя е населявана от интелигентните хуманоидни уукита, чийто най-известен представител е Чубака. Подобно на еуоките на Ендор, уукитата строят жилищата си по дърветата. Планетата има добре развита екосистема и подходящи за развитието на живот условия. На повърхността ѝ има много вода, както и много растителност. По време на войните на клонингите, Кашииик подкрепя силите на Републиката. Планетата присъства в Отмъщението на ситите. Подобно на много други светове, Кашииик бива окупирана от войските на Империята, а след унищожението на първата Звезда на смъртта е поставена под блокада заедно с Татуин.